# اوئرکال د آلمریا

اوئرکال د آلمریا (به اسپانیایی: Huércal de Almería) دهستانی در استان آلمریای اسپانیا است.
در این دهستان ۱۱۱۲۸ نفر زندگی می‌کنند. مساحت این دهستان ۲۱ کیلومتر مربع است.